# Kościół Trójcy Świętej w Głębokiem
Kościół Trójcy Świętej w Głębokiem – kościół parafialny w Głębokiem. Jest jednym z niewielu na terenie Białorusi kościołów czynnych nieprzerwanie od czasu fundacji.

## Historia
Pierwszy, drewniany kościół został ufundowany przez wojewodę mścisławskiego Józefa Korsaka. W latach 1642–54 obsługiwali go karmelici.
Kościół parafialny Trójcy Świętej został zbudowany i poświęcony 16 kwietnia 1643 r. Zbudowano go z drewna, w kształcie krzyża łacińskiego. Miał dwie wieże oraz 2 niewielkie dzwony, obszerny chór, ceglaną posadzkę i 8 okien. Wewnątrz kościoła znajdowało się 19 ławek.
W tym czasie w Głębokiem istniał jeszcze jeden kościół parafialny – Świętego Michała, leżący w części Zenowiczowskiej. Miał on swoich parafian – część mieszkańców Głębokiego, a stał na terenie województwa wileńskiego, podczas gdy kościół Trójcy Świętej znajdował się w województwie połockim. W jednym mieście należącym w dwu częściach do dwóch właścicieli i przynależącym do dwóch województw, istniały dwie parafie i dwa kościoły katolickie (oprócz kościoła karmelitańskiego).
Podczas najazdu moskiewskiego w 1654 roku Rosjanie spalili kościół, który został odbudowany jako drewniany. Około 1674 pracę parafialną prowadzono w kościele karmelitów – „kościół spalony przez nieprzyjaciela, jeszcze nie odbudowany”. Kościół odbudowano około 1680 roku.
W latach 1764–1782 kościół przebudowano na murowany, w stylu późnobarokowym. Dzieło to rozpoczął ówczesny proboszcz – ks. Antoni Jaszczołt, który zmarł w 1764 r., doprowadziwszy budowę do poziomu okien. W 1768 r. zakończono murowanie świątyni. Przebudowę zakończył w 1782 ks. Michał Fiedorowicz. Nowa świątynia posiadała dwie wieże, ołtarz główny i dwa ołtarze boczne, murowaną posadzkę oraz piwnice składające się z 12 katakumb, znajdujące się pod całą powierzchnią świątyni. 11 czerwca 1783 r. (wg tablicy znajdującej się w koście 13 lipca 1783 ɾ.) sufragan wileński Piotr Toczyłowski dokonał konsekracji kościoła. W ołtarzu umieszczono relikwie świętych męczenników Klemensa, Fauzaniusza, Eutropiusza i Donata.  
W 1812 kościół został zajęty przez wojska napoleońskie i zamieniony na skład żywności. Remont budynku około 1825 roku prowadził proboszcz ks. Mateusz Cieślakiewicz. W 1840 roku pożar zniszczył wieże kościoła.
W 1865 roku karmelici bosi opuścili Głębokie. Wówczas z kościoła poklasztornego do kościoła parafialnego przeniesiono uważany za cudowny obraz Matki Bożej Podchórnej oraz figurę Jezusa Cierpiącego, która 10 sierpnia 1763 roku od godziny 17.00 do 22.00 miała "pocić się w cudowny sposób".
Po powstaniu styczniowym obowiązywał zakaz remontu pomieszczeń religijnych należących do wiernych obrządku rzymskokatolickiego, lecz kościół głębocki miał na tyle spodobać się Cesarskiej Komisji Architektonicznej, że nie tylko zezwoliła na remont, lecz wyraziła zgodę na jego rozbudowę.
W 1902 roku rozpoczęła się gruntowna rozbudowa kościoła, zakończona w 1908, w wyniku której świątynia powiększyła się poprzez dodanie bocznych naw i transeptu. Podwyższono wieże. Początkowy projekt opracował J. Zaro, lecz w 1908 roku zakończono przebudowę według projektu wileńskiego architekta Adama Dubowika. Wykonawcą prac budowlanych był głęboczanin majster Józef Romanowski. Nowe części kościoła poświęcił w 1908 roku ks. Jan Kurczewski, prałat kapituły wileńskiej i znany historyk.
Świątynia została zniszczona w czasie zdobywania miasta przez Armię Czerwoną w 1944 roku i odbudowana przez ks. A. Zienkiewicza.
Generalny remont kościoła parafialnego rozpoczął ks. Władysław Zawalniuk (1987–1990). Prace te kontynuował ks. Cyryl Klimowicz (1990-1999), a dokończył ks. proboszcz Krzysztof Witwicki (2000-2003). Za kadencji następnego proboszcza, ks. Krzysztofa Mikołajczyka odnowiono świątynię i wyremontowano organy.  
W 2012 roku podczas budowy linii elektrycznej kilka metrów od ogrodzenia kościoła, robotnicy znaleźli dzwon odlany w Warszawie w 1882 roku. Prawdopodobnie zakopano go podczas II wojny światowej, by nie został przetopiony przez Niemców.

## Architektura
Fasada kościoła jest bogato zdobiona wiązkami pilastrów i falistymi gzymsami. Po bokach fasady stoją dwie wysmukłe, czterokondygnacyjne wieże z niskimi hełmami, a między nimi ozdobny, wysoki, trójkątny szczyt z woltami. Ściany boczne i apsyda zdobione są pilastrami i gzymsami. Ściany transeptu i apsydy wieńczą dekoracyjne szczyty.
Świątynia posiada trzy nawy z transeptem i półkolistym prezbiterium. Wystrój kościoła pochodzi z początku XX wieku. W ołtarzu głównym znajduje się obraz Koronacji Najświętszej Maryi Panny.
Przedmiotem szczególnego kultu i cennym zabytkiem jest uznawany za cudowny obraz Matki Boskiej z Dzieciątkiem - obraz Matki Boskiej Podchórnej, inaczej zwanej Matką Boską Głębocką, z połowy XVII wieku, przeniesiony z kościoła karmelitów bosych w Głębokiem po kasacie ich klasztoru w 1865 roku. W dwudziestoleciu międzywojennym do obrazu pielgrzymowały setki osób. Jest to jedna z licznych wersji obrazu Matki Boskiej Śnieżnej - Salus Populi Romani.
Zachowała się ażurowa ambona, pochodząca z pierwszej połowy XVIII wieku.
Na jednej z kolumn w kościele znajdował się portret J. Korsaka, fundatora świątyni. W 1905 roku wizerunek ten został sprzedany i wywieziony z miasta. Obraz nieznanego autora miał być widziany w Warszawie w 1932 r.

Galeria
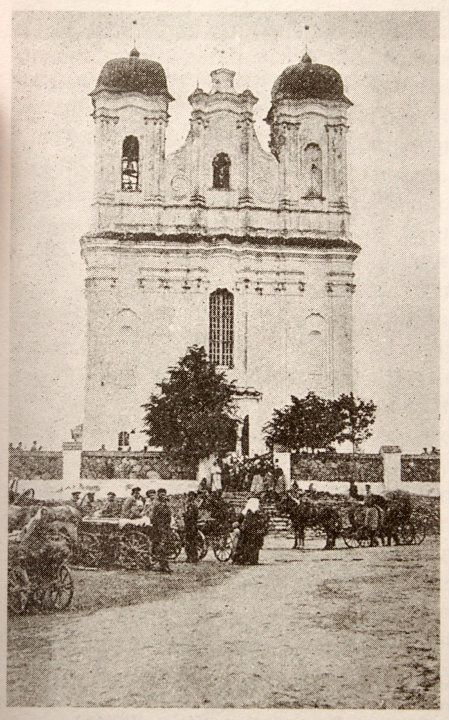
Kościół w XIX wieku
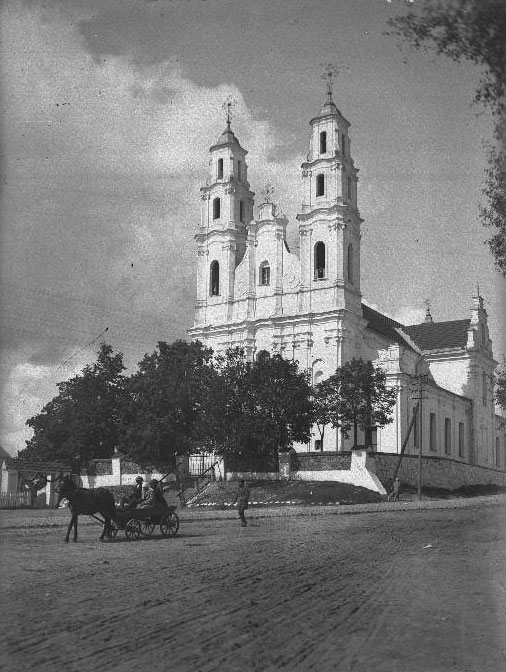
Kościół w 1939 roku
Wnętrze
Obraz Matki Bożej Głębockiej, lata 30. XX w.